# 人民文化協會
人民文化協會（精確拼音：Lembaga Kebudayaan Rakyat），簡稱人民文協（Lekra），是1950年至1965年期間印度尼西亞（印尼）一個與印度尼西亞共產黨（印尼共）有關聯的文學組織、社會組織，鼓勵藝術家作家、教師採納社會主義寫實主義。1960年後，他們和非會員之間的衝突越來越激烈，甚至群起反對被他們批評的作家簽署的《文學宣言》，促使蘇卡諾總統予以查禁。1965年九三〇事件爆發後，人民文協和印尼共一併被新秩序政府取締。

## 歷史
人民文化協會在1950年8月成立，是左派文人為了回應帶有社會民族主義特質的文壇派運動而成立的組織，首任總書記為A·S·達馬（A.S. Dharma）。人民文協在創立的時候發表《宣言》，號召年輕人（特別是藝術家、作家和教師）協助他們在印尼建立一個人民民主共和國。經過巴格里·西里格爾的努力，人民文協在北苏门答腊省省會棉蘭市的活動開始成功。
人民文協又於1956年發表另一份《宣言》，全文以社會主義寫實主義為綱，認為藝術的目的是推動社會發展，反映社會實況，而不是探索人的心態和情感。他們要求藝術家深入基層（turun ke bawah），準確認識人民的生活狀況。
1959年，人民文協在梭羅召開第一次全國代表大會，蘇卡諾總統出席會議。
從1962年開始，人民文協越來越敢於批評他們認為反人民運動的作家（例如宗教領袖、作家哈姆卡和文獻學家H·B·耶辛）。結果哈姆卡、耶辛等被人民文協批評的文學家在1963年簽署《文化宣言》，以示反擊，不過經過人民文協的抗議，蘇卡諾在1964年決定查禁《文化宣言》，還解除連署人的職務。
人民文協在1963年宣稱他們已經招收10萬名會員，在印尼各地設立200個支部，然而在此期間印尼國軍對人民文協的監視越來越嚴密。1965年九三〇流產政變（一般相信是由印尼共產黨發動）和隨之而來的大屠殺發生之後，蘇哈托取代蘇卡諾成為印尼總統，組織新秩序政府，並取締人民文協等國內一切與共產主義有關連的組織。

## 風格
人民文協會員創作的散文一般帶有現實主義色彩，不過受人民文協影響的詩歌就越來越有政治宣传色彩。他們創作的文學作品以詩歌和短篇故事為主，很少會創作小說。

## 影響
相比起作家，人民文協招引藝術家的努力更成功的；受其影響的文藝界人士包括畫家阿凡迪、作家普拉姆迪亞·阿南達·杜爾等人。然而，論者認為人民文協公開攻擊非左傾作家的手段和獵巫類近，有時候甚至幾乎構成誹謗，結果引致左、右派作家之間的敵意和怨恨。研究文學的學者邁克爾·波登（Michael Bodden）指出，致力批評人民文協的《文化宣言》連署人陶菲克·伊斯迈尔從一位人民文協會員創作的詩歌得出一個「非常模糊的解釋」，證明人民文協事前就知道印尼共即將發動九三〇事件，意圖推翻蘇卡諾政府。波登還指出文學評論家伊克拉內加拉（Ikranegara）在紀錄印尼戲劇史的時候，否定整個人民文協的貢獻，而是注重於他們的「反人類特質」。
悉尼大學教授凱斯·富爾徹（Keith Foulcher）、加利福尼亞大學河濱分校教授漢克·邁爾（Hank Meier）等少部分作者則嘗試以更客觀的態度評價人民文協的創作風格和影響；後期的印尼文學批評家也陸續採納同一套觀點。

## 引用註腳
1. 1 2 3 4 5  Cribb & Kahin 2004，第241–242頁.
2. ↑  Bodden 2010，第53頁.
3. ↑  Rampan 2000，第189頁.
4. 1 2  Cribb & Kahin 2004，第241-242頁.
5. 1 2  Bodden 2010，第47頁.

## 延伸閱讀
- Foulcher, Keith. . Clayton, Victoria: Monash University. 1986. ISBN 978-0-86746-598-3.